# 神戸ノート
神戸ノート（こうべノート）とは関西ノートが製造している学習帳。

## 概要
兵庫県神戸市のほとんどの小学生が使用している学習帳である。神戸市内の文房具店やスーパーマーケットなどの文房具コーナーで発売されている。小学校においての教科と学年によって異なった種類のノートが発売されており、その数は約20種類に及ぶ。表紙のデザインはポートタワーや東遊園地など、神戸の名所の写真が用いられている。
神戸市で神戸ノートが普及したきっかけは、戦後の物資不足の頃に「子ども達にはちゃんとしたノートを揃えてあげたい」という神戸市当局の意向があり、神戸市長田区の関西ノート株式会社に製造を依頼したのが始まりである。
なお、神戸市教育委員会は神戸ノートを指定も推薦もしていないが、PTAや地元自治会が新入生にお祝いとして贈呈し、その後も使い続けられている例が多い。

## ジャポニカ学習帳との関係
学習帳で国内最大のシェアを誇るジャポニカ学習帳は、神戸市内で購入されることは、ほとんどなく、ジャポニカ学習帳を置いていない文房具店もある。
ジャポニカ学習帳を製造・販売するショウワノートの営業担当者は神戸新聞の取材に対して「小売店や学校に攻勢をかけても反応はいまひとつ。よその地域と違って付け入る隙がない」と語っている。

## 表紙
| 教科   | 名称           | 対象学年 | 表紙写真撮影地                                                          | 表紙の色                 | 備考                                                                                   |
| ------ | -------------- | -------- | ----------------------------------------------------------------------- | ------------------------ | -------------------------------------------------------------------------------------- |
| 国語   | こくごちょう   | 1・2年生 | ポートアイランド (中央区)                                               | 薄い緑                   | A5判で諏訪山公園から見た兵庫県庁が表紙の国語帳も存在していたが2015年までに廃番となった |
| 国語   | 国語帳         | 3・4年生 | ポートアイランド (中央区)                                               | 薄い緑                   | A5判で諏訪山公園から見た兵庫県庁が表紙の国語帳も存在していたが2015年までに廃番となった |
| 国語   | 国語帳         | 5・6年生 | ポートアイランド (中央区)                                               | 薄い緑                   | A5判で諏訪山公園から見た兵庫県庁が表紙の国語帳も存在していたが2015年までに廃番となった |
| 国語   | おけいこちょう | 1年生    | ポートアイランド (中央区)                                               | 薄い黄緑                 | 「こくごちょう」よりもマス目が大きく、かな文字練習用                                   |
| 国語   | 百字練習帳     | －       | 神戸港・ポートタワー (中央区)                                           | 青緑                     | 表紙・裏表紙写真は1960年頃の神戸港の写真が使われている                                 |
| 国語   | 二百字帳       | －       | 青緑地に白抜きの漢字                                                    | 青緑                     |                                                                                        |
| 算数   | さんすうちょう | 1年生    | 再度山から見た神戸市街地 (中央区)                                       | 薄い青緑                 |                                                                                        |
| 算数   | さんすうちょう | 1・2年生 | 再度山から見た神戸市街地 (中央区)                                       | 灰色                     | A5判で神戸市役所が表紙の算数帳も存在していたが2015年までに廃番となった                 |
| 算数   | 算数帳         | 3・4年生 | 再度山から見た神戸市街地 (中央区)                                       | 灰色                     | A5判で神戸市役所が表紙の算数帳も存在していたが2015年までに廃番となった                 |
| 算数   | 算数帳         | 5・6年生 | 再度山から見た神戸市街地 (中央区)                                       | 灰色                     | A5判で神戸市役所が表紙の算数帳も存在していたが2015年までに廃番となった                 |
| 理科   | 理科のきろく   | 3・4年生 | 神戸総合運動公園ユニバー記念競技場の聖火台 (須磨区)                     | 黄色                     |                                                                                        |
| 理科   | 理科の記録     | 5・6年生 | 神戸総合運動公園ユニバー記念競技場の聖火台 (須磨区)                     | 黄色                     |                                                                                        |
| 社会科 | 社会科         | 3・4年生 | メリケンパークの「神戸海援隊の碑」 (中央区)                             | オレンジ色               |                                                                                        |
| 社会科 | 社会科         | 5・6年生 | メリケンパークの「神戸海援隊の碑」 (中央区)                             | オレンジ色               |                                                                                        |
| 生活科 | せいかつノート | 1・2年生 | 神戸市立王子動物園前にある「働く少年の像」 (灘区)                       | 黄色                     |                                                                                        |
| 音楽   | おんがくノート | 低学年   | 男の子と女の子のイラスト                                                | カラー                   |                                                                                        |
| 音楽   | 音楽ノート     | 中学年   | 太陽と空と港町が描かれたイラスト                                        | 水色地に黒のイラスト     |                                                                                        |
| 音楽   | 音楽ノート     | 高学年   | 洋館と公園が描かれたイラスト                                            | 薄い緑色地に黒のイラスト |                                                                                        |
| その他 | えにっき       | －       | 神戸市立須磨・平磯海づり公園 (須磨区)                                   | カラー                   |                                                                                        |
| その他 | れんらくちょう | －       | 表紙：東遊園地にあるオブジェ「愛」 (中央区) 裏表紙：風見鶏の館 (中央区) | 紫                       | 別売の表紙カバーがある                                                                 |
| その他 | 自由帳         | －       | 神戸市立王子動物園の白鳥 (灘区)                                         | ピンク                   | 過去にはフラミンゴの写真が使われていた                                                 |

- 現在、製造されている神戸ノートは全てB5判であるが、過去にはA5判のサイズも存在し2015年頃までに製造が中止された。
- 過去には「ローマ字練習帳」「保健」「どうとく」や、表紙から取り外しができる「作文帳」「グラフ用紙」の神戸ノートが存在した。

## その他
- 神戸ノートは2017年度のグッドデザインロングライフグッドデザイン賞を受賞している[6]。

- 阪神電鉄の車両や駅の写真を用いた自由帳2種類が鉄道グッズとして発売されており、通信販売で購入できる[7]。

- 関西ノート株式会社ではオリジナルの神戸ノート作成も行っており、小学校の開校記念日などの記念品が作られている[8] [9]。

- 2018年3月からはB7判サイズの「神戸ノートB7」が発売されている。全12種類があり、3種類ずつがセットされ「神戸ノートアソート」というタイトルで、神戸市内の主要文具店や土産物売り場などで発売されている。ただし、神戸ノートが再現されているのは表紙だけで、本文部は自由帳(ブランク)となっている[10]。

## 神戸ノートが登場する作品
- 『素数姫の素数入門』（「素数に恋する女」製作委員会著、洋泉社刊 ISBN 978-4-8003-1125-2）
  - 表紙カバーでは神戸ノートの算数帳を持った白衣の女性が描かれ、また表紙カバーを外すと神戸ノート風の装丁になっている。自称「素数姫」の素数の知識は、いつも持ち歩いている算数帳に書かれているという設定。本作で登場する算数帳は、現在は廃番となった神戸市役所が表紙の算数帳である[11]。

- 『水道筋練習帳』（水道筋商店街）
  - 神戸市灘区の水道筋商店街では2010年から2012年まで、神戸ノートの表紙をモチーフにしたフリーペーパー『水道筋練習帳』を発行した[12]。